# Ночь над Готенхафеном
«Ночь над Готенхафеном» (нем. Nacht fiel über Gotenhafen) — художественный фильм режиссёра Франка Висбара, повествующий о трагедии лайнера «Вильгельм Густлофф». В основу сценария фильма положены реальные события, описанные в репортаже журнала Stern.
Гибель лайнера, торпедированного 30 января 1945 года советской подводной лодкой С-13 во главе с капитаном Маринеско, считается одной из крупнейшей катастроф в морской истории: в ней погибло по разным оценкам от 5 до 9 тыс. человек.

## Сюжет
Вскоре после начала войны диктор радио Мария вышла замуж за своего коллегу Курта Райзера. Пока супруг на фронте, Мария проживает у его родителей. На новогодней вечеринке она познакомилась с морским офицером Хансом Шоттом и забеременела от него.
Мария уехала к своей подруге Эдит в поместье в Восточной Пруссии, где проживала с ребёнком. Эдит убивают красноармейцы, на помощь жене и её ребёнку приходит Курт. Мария вместе с ребёнком прибывает вместе с тысячами других беженцев в Готенхафен, где стоит переполненный корабль-госпиталь «Вильгельм Густлофф». Мария вновь встречается со своим уже тяжело раненным мужем.
С помощью Шотта, служившего на лайнере, Марии удалось попасть на борт. В первую же ночь в море корабль был потоплен советской подводной лодкой. Среди немногих выживших оказались ребёнок Марии и генеральша.

## В ролях
- Соня Циман — Мария Райзер
- Гуннар Мёллер — Курт Райзер
- Эрик Шуман — Ханс Шотт
- Бригитта Хорней — генеральша фон Райс
- Мади Раль — Эдит Марквардт
- Эрих Дунскус — отец Марквардт
- Вилли Мертенс — отец Райзер
- Эдит Шульце-Веструм — мать Райзер
- Вольфганг Прайс — доктор Бек
- Татьяна Иванова — Мета
- Кристиан Милиус — фрау Рау
- Аранка Енке — фрау Кале
- Дитмар Шёнхерр — Гастон
- Гюнтер Пфицман — старший лейтенант Данкель
- Эрвин Линдер — капитан-лейтенант
- Гюнтер Унгехойер — врач